# Aliens – Die Rückkehr

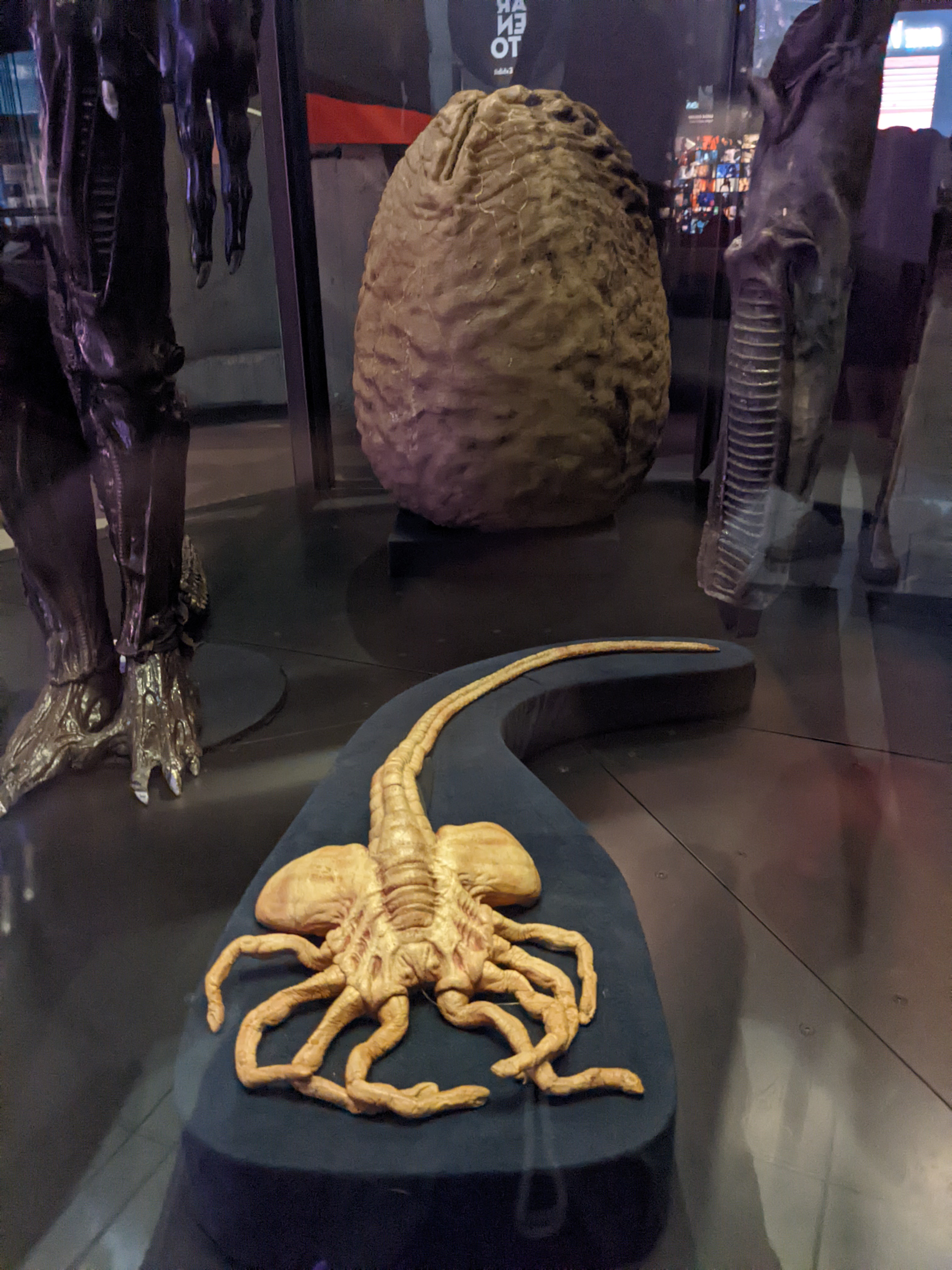
Ei und Facehugger im Nationalen Filmmuseum Turin, 2022

Aliens – Die Rückkehr (Alternativtitel Alien II, Originaltitel Aliens) ist ein US-amerikanischer Science-Fiction-Actionfilm aus dem Jahr 1986, die Fortsetzung von Alien – Das unheimliche Wesen aus einer fremden Welt aus dem Jahr 1979 und damit der zweite Teil der Alien-Filmreihe. Der Film wurde mit Sigourney Weaver als Hauptdarstellerin unter der Regie von James Cameron gedreht.
Durch seine aufwendig choreografierten Actionsequenzen und die direkte Konfrontation mit dem zahlenmäßig überlegenen Gegner spricht der Film sein Publikum direkter an als der erste Teil, bei dem die Spannung durch psychologische Tricks und Andeutungen eher indirekt erzeugt wurde.

## Handlung (Kinoversion)
Ellen Ripley, die einzige Überlebende des Raumschiffs Nostromo, dessen gesamte restliche Besatzung von einer außerirdischen Kreatur getötet wurde, wird von einem Bergungsteam gerettet, nachdem sie 57 Jahre lang im Kälteschlaf an Bord des Raumgleiters Narcissus durchs All getrieben ist. Sie wacht daraufhin auf der Krankenstation einer erdumkreisenden Raumstation auf. Vor einer Untersuchungskommission erzählt sie ihre Geschichte, findet aber keinen Glauben und verliert ihr Offizierspatent, da sie die Nostromo unnötig gesprengt habe. Am Ende der Befragung erfährt sie beiläufig, dass auf dem Exomond LV-426, auf dem die Mannschaft der Nostromo auf das außerirdische Wrack mit den Alien-Eiern gestoßen war, vor über 20 Jahren eine Kolonie gegründet wurde. Als der Kontakt zu dieser Kolonie abreißt, wird Ripley nach anfänglichem Zögern mit einem 11-köpfigen Trupp Marineinfanteristen, dem Androiden Bishop und Carter Burke, dem Repräsentanten der Betreibergesellschaft der Kolonie (Weyland-Yutani), als Beraterin an Bord des Raumtransporters Sulaco zu dem Mond zurückgeschickt, um die Lage zu klären.
Ein Abwurfschiff bringt die gesamte Mannschaft auf den Mond und landet in der Nähe der Kolonie, die jedoch menschenleer ist. Bei der Durchsuchung der Gebäudekomplexe finden die Soldaten einige Facehugger (Überträger der parasitären Alien-Embryos) in Präparategläsern, und eine Überlebende, ein kleines Mädchen namens Rebecca, genannt Newt („Molch“). Da alle Kolonisten einen implantierten Peilsender in sich tragen, finden die Marines diese schon bald einkokoniert als Wirte für die Aliens in deren Nest hängend, direkt unter dem Atmosphärenumwandler der Kolonie, der von einem Fusionsreaktor angetrieben wird und die Atmosphäre des Mondes atembar macht. Als die Marines ein neugeborenes Alien töten und die dadurch erweckten Aliens zum Angriff übergehen, muss der Trupp schwere Verluste hinnehmen. Da sich der Befehlshabende der Mission, Lt. Gorman, als inkompetent erweist, übernimmt Ripley die Initiative und rettet die überlebenden Marines mit einem Transportpanzer. Mit dem Abwurfschiff will die Truppe zurück zur Sulaco gelangen, um anschließend die Kolonie – gegen den Willen Burkes – mit Nuklearwaffen zu bombardieren und so die Aliens zu vernichten. Dazu kommt es jedoch nicht, da das Abwurfschiff durch ein unbemerkt an Bord gelangtes Alien zum Absturz gebracht wird. Dabei wird auch das Kühlsystem des Reaktors beschädigt. Die Truppe zieht sich daraufhin in den Gebäudekomplex zurück und verbarrikadiert sich.
Burke offenbart Ripley seine wahren Absichten: Er will die vorgefundenen Facehugger mitnehmen, da er sich persönlichen Profit davon verspricht, wenn diese für die Erforschung biologischer Waffen verwendet werden können, was Ripley aufs Schärfste verurteilt. Ripley konfrontiert Burke auch damit, dass der Tod der Kolonisten seine Schuld sei, da laut Logbuch er es war, der diese dazu aufgefordert hat, den Ort zu untersuchen, an dem sich das Wrack mit den Eiern befand. Als sich herausstellt, dass es im Reaktor aufgrund des Schadens am Kühlsystem in vier Stunden zu einer thermonuklearen Explosion kommen wird, macht sich Bishop auf den Weg zu der Funkanlage der Kolonie, um das zweite Abwurfschiff der Sulaco per Fernsteuerung auf den Mond zu manövrieren.
Nachdem Ripley und Newt in einem medizinischen Labor einschlafen und einige Zeit später aufwachen, müssen sie feststellen, dass sich zwei befreite Facehugger bei ihnen im Raum befinden. Es gelingt Ripley, die Marines mit einem Feueralarm auf sich aufmerksam zu machen, wodurch die beiden gerettet werden können. Ripley wirft Burke vor, die beiden zusammen mit den Facehuggern eingesperrt zu haben, um sie als Wirte der Aliens zu benutzen und so die Quarantänevorschriften bei der Rückkehr zu umgehen. Nebenbei hätte er sich Ripleys entledigt, die ihm gedroht hatte, seine Pläne öffentlich zu machen. Die Marines wollen Burke für diese Tat exekutieren, allerdings wird in dem Moment der Strom abgestellt und die Aliens dringen über die Decke in den Komplex ein. Burke flüchtet auf eigene Faust und fällt dabei den Aliens in die Hände. Der Trupp flüchtet in das Belüftungssystem der Kolonie und muss dort weitere Verluste hinnehmen. Newt wird von den Aliens verschleppt. Nur Ripley und der verwundete Dwayne Hicks schaffen es bis zu Bishop und dem zweiten Abwurfschiff. Schwer bewaffnet begibt sich Ripley in den Atmosphärenumwandler um nach Newt zu suchen, während Bishop und Hicks im Abwurfschiff auf sie warten.
Es gelingt Ripley, Newt zu finden, doch der Rückweg führt durch das Nest der eierlegenden Alien-Königin. Diese erkennt in Ripley eine potentielle Gefahr für ihre Brut und gewährt ihr freien Rückzug. Als Ripley das Nest verlassen will, öffnet sich neben ihr ein Ei. Daraufhin setzt sie, ihre ganze Munition verbrauchend, das Nest in Brand und flüchtet dann in Richtung Abwurfschiff. Die Alien-Königin streift daraufhin ihre Legeröhre ab und verfolgt die beiden.
Ripley und Newt werden kurz vor der Explosion des Reaktors von Bishop gerettet und zur Sulaco gebracht. Als sich jedoch herausstellt, dass sich die Königin unbemerkt im Fahrwerk des Abwurfschiffes verstecken konnte, kommt es zwischen Ripley und der Alien-Königin zum finalen Kampf. Letztendlich kann Ripley sie mit Hilfe eines Exoskelett-Laderoboters und der Druckschleuse ins All befördern. Die Überlebenden Ripley, Newt, Hicks und der von der Alien-Königin in zwei Teile gerissene Android Bishop bereiten sich auf die Rückkehr zur Erde vor.

## Produktion

### Entstehung
Nachdem Alien 1979 an den Kinokassen zum Erfolg geworden war, versuchten viele Filme, in seinem Fahrwasser mitzuschwimmen. Dazu gehören zum Beispiel Astaron – Brut des Schreckens (Alien Contamination) (1980), Samen des Bösen (Inseminoid) (1981), Trottel im Weltall (The Creature Wasn’t Nice) (1981), Galaxina (1980), Planet des Schreckens (Galaxy of Terror) (1981), Mutant – Das Grauen im All (Forbidden World) (1982) und John Carpenters Das Ding aus einer anderen Welt (The Thing) (1982), die alle an den Kinokassen floppten. Als eine Fortsetzung zu Alien ins Gespräch kam, waren die Produzenten bei der 20th Century Fox zunächst nicht von der Idee angetan, da man auch einen Flop befürchtete. Bei der Koproduktionsfirma von Alien, Brandywine Productions (Gordon Carroll, David Giler und Walter Hill), glaubte man jedoch an den Erfolg einer Fortsetzung, und drei Jahre nach Alien kam man überein, dass diese einen ganz neuen Ansatz bräuchte, um das Publikum wieder ins Kino zu locken.
Trotz der vielen offenen Fragen von Alien, wie zum Beispiel der Frage nach Ripleys Schicksal, kam man auf keinen gemeinsamen Nenner und wandte sich bei Brandywine wieder anderen Projekten zu – unter anderem einer futuristischen Version von Spartacus. Im Spätherbst 1983 war das Spartacus-Projekt so weit entwickelt, dass man sich auf die Suche nach einem Drehbuchautor und Regisseur machen konnte. Walter Hill und David Giler waren von dem Drehbuch zu Terminator begeistert und trafen sich mit James Cameron, um ihm das Spartacus-Projekt anzubieten. Obwohl er ablehnte, waren Hill und Giler so an einer Zusammenarbeit mit Cameron interessiert, dass sie ihm die Fortsetzung zu Alien anboten. Als großer Fan des ersten Teils sagte Cameron sofort zu. Als Vorgabe der Produzenten erhielt er lediglich das Auftreten Ripleys zusammen mit Soldaten.
Cameron schrieb einen 45-seitigen Entwurf zu Aliens vor dem Beginn der Dreharbeiten zu Terminator. Ein Kernpunkt war die Vertiefung der Hauptfigur Ellen Ripley. Er beschrieb sie als geschiedene Frau und Mutter einer jungen Tochter, die sie nach ihrer Rückkehr zur Erde beschuldigte, sie verlassen zu haben. Dieser Hintergrund und die ständigen Albträume über die Vorkommnisse auf LV-426 bildeten die Motive für Ripley, dorthin zurückzukehren. Deshalb trug das von Cameron verfasste Drehbuch anfangs den filmischen Arbeitstitel Mother, da sowohl Ellen Ripley als auch die im Finale auftretende Alien-Königin kämpferische Mutterfiguren verkörpern. In diesem Entwurf fehlte noch die Rolle des Carter Burke; auf der ursprünglichen Earth Satellite Station Beta (später Gateway Station) kümmerte sich ein Doktor O’Neil um sie; der spätere Verrat auf LV-426 wurde von Gorman im Affekt begangen. Ferner gab es auf der Sulaco einen Quarantänebefehl, der verhinderte, dass die Gestrandeten das zweite Abwurfschiff auf den Planeten steuern konnten, stattdessen wurde ein Shuttle der Kolonisten gesucht und später von Ripley pilotiert. Außerdem wurden gegen Ende des Films Ripley und Hicks ebenfalls von den Aliens verschleppt und eingesponnen; Ripley konnte sich befreien und ließ Hicks zurück, um Newt zu retten.
Da die Finanzierung von Terminator noch nicht gesichert war, nutzte Cameron die freie Zeit und schrieb neben dem Drehbuch zu Aliens auch das Script zu Rambo 2 – Der Auftrag. Als Cameron mit dem Terminator-Dreh beginnen konnte, stellte die Produzenten die bis dahin entstandene Version so zufrieden, dass sie Cameron mit der Fertigstellung Zeit bis nach dem Terminator-Dreh ließen und ihm zusätzlich noch den Regieposten anboten. Cameron dachte lange über das Angebot nach und sagte schließlich unter der Bedingung zu, dass Gale Anne Hurd, in die er sich während der gemeinsamen Arbeit an Terminator verliebt hatte, den Film mitproduzieren durfte. Nach zahlreichen Änderungen übergab Cameron die erste fertige Drehbuchfassung am 28. Februar 1985 an Brandywine. In ihr war die Figur des Carter Burke bereits enthalten, zudem gab es eine Szene, in der Ripley diesen bei ihrer Suche nach Newt im Alien-Nest eingesponnen vorfindet. Auch die Figur des Androiden Bishop erfuhr eine grundlegende Überarbeitung, die ihn wesentlich „menschlicher“ erscheinen ließ. Nach weiteren Überarbeitungen (unter anderem wurde der Arbeitstitel Alien II in Aliens geändert) mit Hill und Giler wurde das fertige Drehbuch am 30. Mai 1985 bei Brandywine eingereicht.

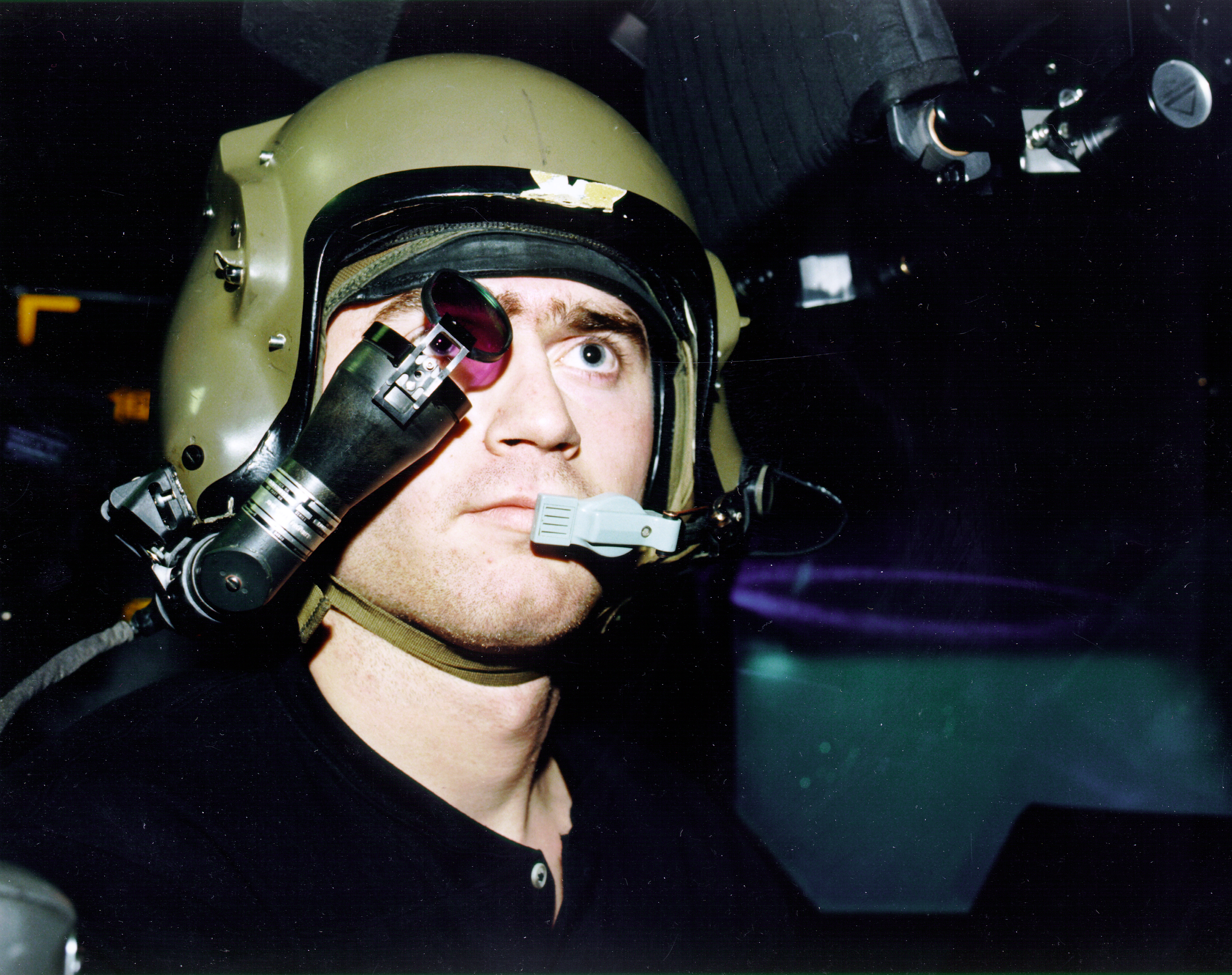
Das Visiersystem IHADSS diente als Inspiration für Vasquez´ und Drakes Visier

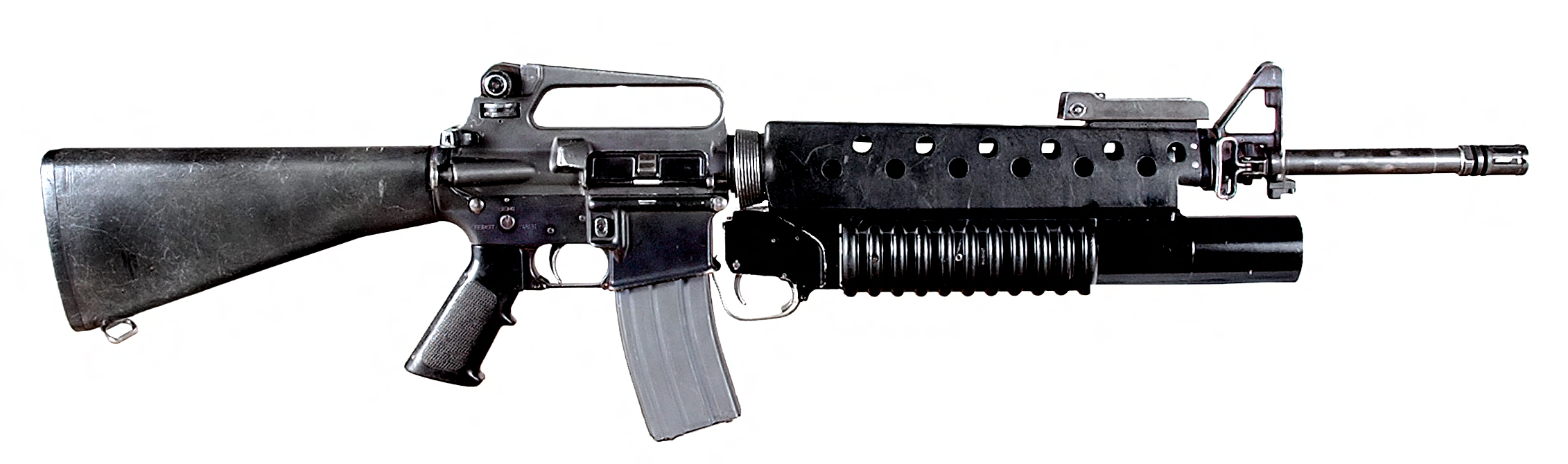
M16 mit M203 als Vorlage für den M240 Flamethrower

Viel Aufwand und Zeit wurde in die Herstellung der Ausrüstung der Marines investiert. Während die Sulaco nur als Modell existierte und man vom Abwurfschiff UD4L Cheyenne nur ein funktionsuntüchtiges Exemplar für Außenaufnahmen baute, wurde für den Transportpanzer M577 APC (Armoured Personnel Carrier) ein ausgedienter Hunslet ATT77 „Air Tug“ Flugzeugschlepper vom nahegelegenen Flughafen London-Heathrow entkernt und den Entwürfen Camerons entsprechend von einer Spezialfirma in nur zwei Wochen umgebaut. Das Gewicht des ursprünglich 72 Tonnen schweren Fahrzeugs, von dem die in Leeds ansässige Firma Hunslet 1968 4 Stück für die Fluggesellschaft BOAC gebaut hatte, wurde durch die Umbauten auf 30 Tonnen reduziert. Die militärischen Großgeräte sollten äußerlich denen ähneln, die von den US-Streitkräften im Vietnamkrieg eingesetzt wurden. Zum Beispiel sollte das Abwurfschiff UD4L Cheyenne Ähnlichkeiten zur McDonnell Douglas F-4 Phantom II und Bell UH-1 aufweisen. Die Bewaffnung der Marines entstand aus Einzelteilen diverser Standardfeuerwaffen. Die M41A Pulse Rifle wurde von Cameron entworfen und von den britischen Waffenexperten Simon Atherton und Andrew Fletcher konstruiert. Der hintere Teil wurde der amerikanischen Maschinenpistole Thompson M1A1 entnommen, der vordere Teil besteht aus dem gekürzten Lauf einer Schrotflinte Luigi Franchi SPAS-12. Der Granatwerfer basiert auf Teilen einer Repetierflinte Remington 870. Die M56 Smartgun, die von Vasquez und Drake benutzt wird, ist in großen Teilen ein MG 42, ein Relikt der deutschen Wehrmacht, das für seine große Schusskadenz bekannt war. Um die Handhabung zu vereinfachen, wurde das schwere Gewehr auf ein Steadicam-Stativ montiert, als Abzugsvorrichtung fungierte ein halber Motorradlenker. Als Kurzwaffe diente zum großen Teil die Heckler & Koch HK VP70, Vasquez benutzte in ihrer letzten Einstellung eine Smith & Wesson Modell 39. Die Schutzwesten der Marines wurden von Terry English, einem Fachmann für militärische Ausrüstung in Filmen, entworfen.

### Stab
Nachdem Gordon Carroll, David Giler und Walter Hill sich entschieden hatten, bei Aliens nur noch als ausführende Produzenten tätig zu werden, lag es allein an Gale Anne Hurd, dafür zu sorgen, dass das Budget von lediglich 18,5 Mio. US-Dollar möglichst effektiv eingesetzt wurde. Als leitender Kameramann war ursprünglich Dick Bush (Phase IV) vorgesehen, doch wegen künstlerischer Differenzen kam es nicht zur Zusammenarbeit mit Cameron. Derek Vanlint lehnte das Angebot ab, nach Alien auch den zweiten Teil zu fotografieren, vermittelte aber seinen damaligen Assistenten Adrian Biddle an Cameron. Ron Cobb (Alien, Conan der Barbar, Leviathan) half Cameron beim Erstellen des Storyboards und entwarf den Kolonie-Komplex, den Atmosphärenumwandler, diverse Fahrzeuge der Kolonisten, Waffen und Uniformen. Syd Mead (Tron, Blade Runner) wurde ins Team geholt, um die Sulaco von außen und innen zu gestalten. Seine Vorschläge zum Aussehen des Abwurfschiffs (im Original Dropship) UD-4L Cheyenne fielen bei Cameron jedoch durch. Crispian Sallis wurde als Innenausstatter für die Gateway Station und den Kolonie-Komplex engagiert; zusammen mit dem James-Bond-Veteranen Peter Lamont sorgte er dafür, dass aus Cobbs und Meads Entwürfen reale Sets entstanden. Für die Spezialeffekte entschied sich Cameron für die L. A. Effect Group, da er zwei der dortigen Mitarbeiter, Robert und Dennis Skotak, von seiner Arbeit an Planet des Schreckens und Terminator kannte. Brian Johnson und John Richardson waren Brandywine noch von Alien her bekannt und wurden deshalb für diverse weitere Effektaufnahmen in den Stab berufen.
In einer frühen Phase der Entstehung von Aliens wollte Cameron auch HR Giger, den Designer des „Ur-Aliens“, für seinen Film gewinnen, doch Giger war zu sehr mit seiner Arbeit an Poltergeist II – Die andere Seite beschäftigt. Für die Maskeneffekte bat Cameron dann schließlich Stan Winston um seine Mitarbeit, den er vom Terminator-Dreh kannte. Winston sagte sofort begeistert zu. Mit in dieses Team kamen auch Alec Gillis und Tom Woodruff, die bis heute an jedem Alien-Film mitgearbeitet haben. Durch das Fehlen Gigers übernahm schließlich Cameron persönlich das Design der Alien-Königin. Die Spezialeffekte entstanden unter der Leitung von John Richardson und Suzanne Benson.

### Casting
Camerons Drehbuch mit Ripleys vertiefter Charakterzeichnung überzeugte Sigourney Weaver, die Hauptrolle von Aliens zu übernehmen. Die Debütanten Jenette Goldstein (Vasquez) und Carrie Henn (Newt) überzeugten beim Vorsprechen, wobei Goldstein den Titel des Films missverstanden hatte und dachte, es ginge um illegale Einwanderung. Diesem Rollenbild entsprechend, trug sie zum Vorsprechen eine ärmellose Bluse, und ihre gestählten Oberarme gaben schließlich den Ausschlag. James Remar sollte ursprünglich die Rolle des Corporal Hicks spielen, wurde aber nach Differenzen mit Cameron durch Michael Biehn ersetzt, der für Cameron schon den Kyle Reese in Terminator verkörpert hatte. In einigen Einstellungen bei der Landung auf LV-426 ist aber noch Remar im fertigen Film zu sehen. Auch Lance Henriksen (Bishop) und Bill Paxton (Hudson) schafften den Sprung von Terminator zu Aliens. Der Stand-up-Comedian Paul Reiser wurde als Darsteller des undurchschaubaren Carter Burke ausgewählt, Al Matthews (Apone) und William Hope (Gorman) komplettierten den erweiterten Kreis der Sprechrollen. Der Rest der Marines ist im Film selten zu hören.
Sigourney Weaver bekam für ihre Rolle 1 Million US-Dollar Gage, 30-mal so viel, wie sie für den ersten Teil erhalten hatte. Es war die zweithöchste Summe, die eine Schauspielerin je bekommen hatte. Nur Elizabeth Taylor wurde für ihre Darstellung in Cleopatra dank vieler Vertragsklauseln höher entlohnt.

### Dreharbeiten

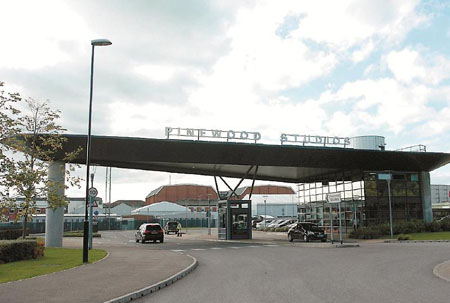
Einfahrt zu den Pinewood Studios (2015)

Gedreht wurde der Film von Oktober 1985 bis Februar 1986 in den Pinewood Studios bei London. Begonnen wurde der Dreh mit der Anfangssequenz des Films, in der Ripley vom Bergungsteam gefunden wird. Cameron kam mit seinem detailliert ausgearbeiteten Drehplan schnell in Verzug, da Sigourney Weaver drei Wochen länger als geplant am Set von Half Moon Street benötigt wurde. Man zog die Inszenierung des Vorstoßes der Marines in den Atmosphärenumwandler vor, doch Peter Lamont und seine Crew waren noch damit beschäftigt, Asbest vom Drehort, dem ausgedienten Kohlekraftwerk Acton Lane Power Station in London NW10, zu entfernen.

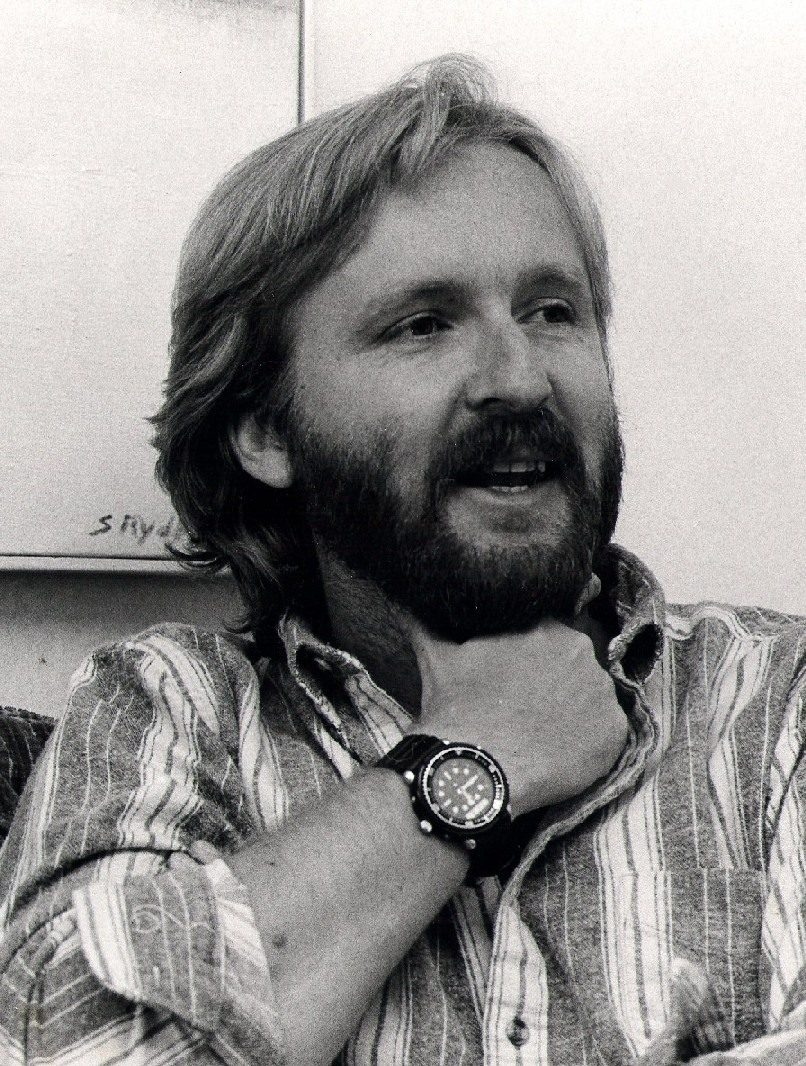
Cameron im Jahr 1986

Cameron kam weiter in Zeitnot, als er diverse Szenen, in denen James Remar zu sehen war, mit Michael Biehn neu drehen musste: Da Remar Haschisch und Heroin konsumierte, erschien die Polizei und durchsuchte sein Hotelzimmer. Daraufhin wurde er aus dem laufenden Filmprojekt entlassen. Als Ersatz für die Rolle des Corporal Hicks buchte Regisseur Cameron kurzerhand Biehn, mit dem er bereits an dem Actionfilm Terminator von 1984 zusammengearbeitet hatte. Der als beim Dreh kompromisslos und sehr dominant bekannte Cameron wurde bei der britischen Filmcrew schnell unbeliebt, als man Probleme mit seinem Arbeitstempo bekam und viele dem gerade mal 31 Jahre alten Regisseur ein so großes Projekt nicht zutrauten. Es wurde auch behauptet, Gale Anne Hurd habe die Position des Produzenten nur bekommen, da sie die Ehefrau des Regisseurs sei. Aufgrund anhaltender Konflikte zwischen Cameron und dem ersten Regie-Assistenten Derek Cracknell wurde Cracknell von Cameron entlassen. Ein Streik des englischen Filmteams, das loyal hinter Cracknell stand, konnte nur durch das Vermittlungsgeschick von Weaver und Hurd schnell wieder beendet werden. Als Weaver zum Team stieß, besserte sich die Stimmung, und der Dreh ging zügig voran. Weitere Verzögerungen entstanden, als die L. A. Effects Group mit diversen Modellaufnahmen in Verzug geriet; zur Unterstützung wurde die Firma Arkadon Motion Control engagiert. Als gegen Ende des Jahres der geplante Starttermin des Films in Gefahr geriet, wurde mit beiden Drehteams fast rund um die Uhr gearbeitet. Im Februar 1986 waren die Dreharbeiten abgeschlossen, und die Leute rund um Peter Lamont begannen mit der Demontage der aufgebauten Sets.
Aliens ist der einzige Teil der Serie, der im Format 1,85:1 gedreht wurde. Cameron verzichtete bewusst auf das anamorphe Format 2,35:1, weil er damit als Effektspezialist von Die Klapperschlange schlechte Erfahrungen gemacht hatte. Im Audiokommentar des Films gestand er aber ein, dass er den Film heute in 2,35:1 drehen würde. Im 1,85:1-Format litt die Qualität des Films, er ist deutlich körnig, und es fehlt an Tiefenschärfe. Dieser Effekt entsteht dadurch, dass in diesem Format nicht das gesamte Negativbild genutzt wird. Biddle benutzte Eastman Kodak 400T (5294 und 5295) 35-mm-Filmmaterial. Zum Einsatz kamen Arriflex 35 III und Moviecam SuperAmerica MK 2 Kameras mit asphärischen Linsen vom Typ Canon K35.
Nach Beendigung der Dreharbeiten nahm sich Cameron zusammen mit Filmeditor Ray Lovejoy eine Woche Zeit, um einen Rohschnitt des Films zu erarbeiten, da sonst Fox diese Arbeit einem eigenen Editor übergeben hätte. Ziel war eine Laufzeit von gut zwei Stunden, denn je länger der Film geworden wäre, desto seltener hätte er pro Tag gespielt werden können. Die Vorgeschichte auf LV-426 fiel ebenso der Schere zum Opfer wie die Hintergründe um Ripleys Tochter. Die Verantwortlichen von Fox entfernten noch einige Sequenzen, wovon die meisten später wieder in den Director’s Cut eingebunden wurden.

### Soundtrack
Für die Filmmusik verpflichtete Cameron James Horner, den er von seiner Zeit bei Roger Corman kannte. Cameron wollte keine Wiederholung des Original-Scores von Jerry Goldsmith, sondern Musik, die besonders die Actionsequenzen musikalisch unterstützte. Horner schrieb die Musik in England und hatte zwei Wochen Zeit, um den Score zu komponieren. Die Kürze der Zeit setzte Horner derart unter Druck, dass es zum Streit zwischen ihm und Cameron kam. Horner sagte später in einem Interview, Cameron forderte ihn „mehr, als ich physisch in der Lage war zu leisten in der Zeit, die ich hatte.“ Es sollte 11 Jahre dauern, bis die beiden für den Film Titanic wieder zueinanderfanden.
Aufgenommen wurde der Score im April 1986 in den EMI Abbey Road Studios in London. Produzent war Horner, ausführende Produzenten waren Tom Null und Richard Kraft, die Orchestrierung stammt von Greig McRitchie. Es spielte das London Symphony Orchestra unter Leitung von Horner.
Der oscarnominierte Soundtrack von Horner erschien 1989 als CD bei Colosseum Schallplatten unter Lizenz von Varèse Sarabande Records, Inc. 2001 erschien vom selben Label die Deluxe Edition des Soundtracks mit einer Gesamtlauflänge von 75 Minuten und 46 Sekunden. Darauf sind sämtliche für den Film komponierten Stücke enthalten, die zum großen Teil im fertigen Film keine Verwendung fanden. Horner komponierte die Musik, als vom Film erst einige Fragmente fertig waren, da Cameron mit dem Dreh in Verzug gekommen war. Deswegen fehlte bei einigen dieser Stücke später der passende Bezug zum Film.
Zu Beginn und am Ende des Films („Resolution and Hyperspace“) zitiert Horner ausgiebig das Adagio für Violoncello solo und Streicher aus der ersten Ballett-Suite Gayaneh (1942) des sowjetisch-armenischen Komponisten Aram Chatschaturjan. Das Stück wurde bereits für einen anderen Meilenstein des Science-Fiction-Films genutzt: 2001: Odyssee im Weltraum aus dem Jahre 1968.

### Synchronisation
Die deutsche Synchronbearbeitung entstand bei der Berliner Synchron GmbH Wenzel Lüdecke. Joachim Kunzendorf war für Regie und Dialogbuch verantwortlich.
| Rolle                 | Darsteller        | Synchronsprecher       | Director’s Cut |
| --------------------- | ----------------- | ---------------------- | -------------- |
| Ellen Ripley          | Sigourney Weaver  | Helgard Bruckhaus      | Ulrike Möckel  |
| Rebecca „Newt“ Jorden | Carrie Henn       | Antje Primel           |                |
| Corporal Hicks        | Michael Biehn     | Christian Brückner     |                |
| Bishop                | Lance Henriksen   | Harry Wüstenhagen      |                |
| Carter Burke          | Paul Reiser       | Volker Brandt          |                |
| Private Hudson        | Bill Paxton       | Ulrich Gressieker      | Thomas Petruo  |
| Private Vasquez       | Jenette Goldstein | Heike Schroetter       |                |
| Lieutenant Gorman     | William Hope      | Hans-Jürgen Dittberner |                |
| Sergeant Apone        | Al Matthews       | Kurt Goldstein         |                |
| Private Drake         | Mark Rolston      | Michael Christian      |                |
| Corporal Ferro        | Colette Hiller    | Rebecca Völz           |                |
| Private Spunkmeyer    | Daniel Kash       | Wolfgang Condrus       |                |

Wie sehr häufig bei fremdsprachigen Filmen erwiesen sich viele Redewendungen und Slangausdrücke des Originals als ungeeignet für eine wörtliche Übersetzung. Den entsprechenden Ersatzformulierungen fielen auch diverse Wortspiele zum Opfer, z. B.:
- Im Englischen bedeutet alien sowohl Außerirdischer als auch Ausländer. Während des Briefings der Marines bringt Vasquez zum Ausdruck, sie freue sich auf die Konfrontation mit den Aliens, worauf Hudson mit einem unübersetzbaren Wortwitz kommentiert: „Somebody said alien, she thought they said illegal alien, and signed up!“, also etwa: „Jemand sagte „Außerirdische“, sie dachte, sie sagten „illegale Einwanderer“, (fühlte sich angesprochen) und meldete sich.“ Zu diesem Satz wurde Cameron durch Goldsteins Fehlinterpretation des Filmtitels inspiriert (siehe Abschnitt „Casting“). Die deutsche Version geht darauf nicht ein, dort heißt es: „Wenn Vasquez was von Außerirdischen hört, dann ist sie nicht zu halten, dann ist sie voll da.“

Weitere Übersetzungsfehler sind:
- Im Original wird Ripley von einem Schrottsammelschiff gefunden. Der Frontmann der Bergungsgruppe kommentiert die schlafende Ripley mit: „Well, there goes our salvage, guys!“, also etwa: „Das war’s wohl mit unserem (wertvollen) Bergegut, Jungs!“. In der deutschen Übersetzung hingegen sagt er: „Jungs, die haben wir wohl gerade gerettet.“, und das Schiff wird zum Rettungsschiff umgedeutet.
- Burke erklärt Ripley: „You had drifted right through the core systems.“ Mit core systems sind die wesentlichsten, von Menschen besiedelten Planetensysteme gemeint. Die deutsche Übersetzung missinterpretiert das als „unsere Kontrollsysteme“.
- Bei der Befragung sagt Ripley aus: „I already said that it was not indigenous. It was a derelict spacecraft. It was an alien ship, it was not from there.“ Die korrekte Übersetzung wäre in etwa: „Ich sagte bereits, dass es nicht einheimischen Ursprungs war. Es war ein Raumschiffswrack. Es war ein außerirdisches Schiff, es war nicht von dort.“ Die sinnverfälschende Synchronisation lautet: „Ich sagte doch schon, dass dieses Wesen nicht hier auf unserem System geboren wurde. Das Schiff war unbemannt, es gehörte keiner uns bekannten Baureihe an.“
- Als Ripley sagt, dass sie helfen und den Laderoboter bedienen könne, antwortet Sergeant Apone: „Be my guest“, dem Sinn nach „Nur zu“. In der deutschen Synchron-Fassung wurde dies wörtlich übersetzt mit: „Seien Sie mein Gast“.
- Dietrich kommentiert das Alien-Nest mit „Looks like some kind of secreted resin!“. Letzteres heißt „abgesondertes Harz“, doch in der deutschen Übersetzung wurde „abgestorbenes Herz“ daraus.
- Incinerator ist die Typenbezeichnung für die Flammenwerfer der Marines. Gormans Befehl an Apone, mit diesen ein Feuer zu legen, wird in der deutschen Fassung zu der Aufforderung, bei der „Müllverbrennungsanlage“ ein Feuer zu legen.
- Beim Besuch von Burke und Gorman in Ripleys Wohnung wird der englische Name des Mondes LV-426 (LV-four-twenty-six) wörtlich übersetzt und so zu LV-4-20-6 (LV-vier-zwanzig-sechs). Ein ähnlicher Fehler liegt vor, als Hicks Ripley die Funktion der M41A Pulse Rifle erklärt. Diese wird zu einem M40 1A Impuls Schnelllader.

## Hintergrund

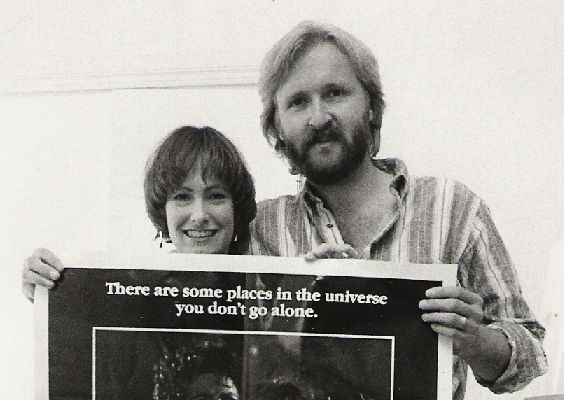
Gale Anne Hurd und James Cameron präsentieren das Plakat zu Aliens – Die Rückkehr, September 1986

Das Raumschiff, mit dem Ripley nach LV-426 zurückkehrt, trägt den Namen Sulaco. Die britische Autorin Roz Kaveney sieht darin eine trickreiche Reverenz Camerons an Ridley Scotts Alien, denn Sulaco ist die Hafenstadt in Joseph Conrads Roman Nostromo. Der Hafen in Sulaco wird von der O.S.N. Company betrieben. Das Raumschiff der Marines, und mithin die Soldaten, stehen unter der Kontrolle der „Company“ (in der deutschen Fassung „Gesellschaft“) Weyland-Yutani.
Der Name der Betreibergesellschaft der Kolonie, Weyland-Yutani, wurde von Ron Cobb schon für Alien kreiert (hier ist sie allerdings nur kurz als Weylan Yutani auf einem Computermonitor und auf Bierdosen zu sehen). Cobb dachte an einen weltumspannenden Konzern und nahm deshalb den Namen der britischen Autofirma Leyland Motors, änderte den Anfangsbuchstaben, entfernte das „d“ und setzte den Nachnamen seines japanischen Nachbarn dahinter; fertig war „Weylan Yutani“. In den beiden Crossover-Filmen der Alien-vs.-Predator-Reihe werden die Konzerne Weyland (Alien vs. Predator) und Yutani (Aliens vs. Predator 2) eingeführt, die bis zu den Ereignissen in Alien zum Konzern Weyland-Yutani fusionieren. In Alien vs. Predator spielt Lance Henriksen, der in Aliens und in Alien 3 den Androiden Bishop verkörpert, den Firmengründer Charles Bishop Weyland. Dadurch wird die Vermutung nahegelegt, dass der Android lange nach dessen Tod als Ebenbild des Firmengründers gestaltet und nach diesem benannt wurde.
Während der Sequenz, in der die Mannschaft das Frühstück einnimmt, erfährt Ripley, dass es sich bei der Figur L. Bishop um einen Androiden handelt. Als Reaktion auf Ripleys Antipathie gegen ihn zitiert dieser das erste Robotergesetz von Isaac Asimov: Er könne keinen Menschen verletzen oder aufgrund einer unterlassenen Hilfeleistung zu Schaden kommen lassen. Auch zeigt sich Bishop schockiert, als er vom aggressiven Verhalten des Androiden Ash aus dem Vorgängerteil erfährt, und fügt als mögliche Begründung hinzu, dass es sich bei Ash noch um einen älteren Androiden des Typs Hyperdyne Systems Modell 120 gehandelt hat, was eine Anspielung auf Camerons Terminator ist, wo es sich bei dem Androiden um das Modell 101 von Cyberdyne Systems handelte.
Der Begriff Xenomorph, wie Gorman die Aliens in diesem Teil bezeichnet, ist nicht der Name der Spezies, sondern bedeutet „fremdartige Gestalt“ (griech. xénos: fremdartig; morphé: Gestalt).

### Analyse
Von Kritikern und Publikum gleichermaßen gelobt wurde die feine Charakterzeichnung in Camerons Drehbuch, die die Aktionen der handelnden Personen sehr glaubwürdig erscheinen lässt. Ripley wird als traumatisierte Mutter gezeigt, die in Newt eine Art Ersatztochter findet. Die beiden geben einander Halt und helfen sich, das Erlebte zu verarbeiten. Im Augenblick der Gefahr stellt Ripley Newts Leben über ihr eigenes und verteidigt sie mit allen Mitteln gegen die Alien-Königin, die wiederum nur ihre eigene Spezies und Brut schützen will.
Für den Spannungsaufbau bedient sich Cameron zahlreicher Möglichkeiten des damaligen Kinos. Dezent platzierte Schockeffekte, die treibende Musik Horners und wackelige Handkameraeinstellungen in dunklen engen Korridoren werden gepaart mit den monotonen herzschlagartigen Geräuschen der Bewegungssensoren der Marines und lassen das Publikum direkt am Schicksal der Gruppe teilhaben. Der Zuschauerblick wird außerdem durch die ausgiebige Verwendung von Point-of-View-Einstellungen subjektiviert. In seiner Farbgestaltung setzt Cameron wie in Terminator auf die Farbe Blau als „Symbol kalter Zerstörung“. Wie dort werde in Aliens laut Susanne Marschall „das im blauen Licht veredelte Stahlgrau der Maschinen und Waffen zum farblichen Leitmotiv“.
Wie Aliens sind auch mehrere andere Filme Camerons von dominanten Frauenrollen geprägt. Beispiele hierfür wären die Figur der Sarah Connor in Terminator und Terminator 2 oder Lindsey Brigman in The Abyss. In Aliens kann man neben der Hauptfigur Ellen Ripley hier noch den furchtlosen Kumpeltyp Vasquez und die souveräne Pilotin Ferro nennen. Die Männer hingegen sind ihrer Aufgabe nicht gewachsen und brechen unter Druck zusammen (Gorman und Hudson). Hicks hat zwar Führungsqualitäten, wird aber am Ende des Films verletzt und scheidet als handelnde Person ebenso aus wie sämtliche anderen Männer vor ihm. Burke erweist sich als Verräter und hat große Mitschuld am Scheitern der Mission.
Kristin Thompson und David Bordwell konstatieren zu Aliens, Cameron habe im Bewusstsein, „dass ein erfolgreicher Film um nicht endende körperliche Action herum gebaut werden kann“, dem Vorgängerfilm „eine militärische Komponente mit Betonung der Feuerkraft und des Kameradentums einer kleinen Kampfgruppe“ hinzugefügt. Laut Joseph Sartelle zelebriere Cameron zu Beginn des Films zwar ein „militärisches Draufgängertum“, doch die Rettung erfolgt nicht durch einen militärischen Heldentyp, sondern durch eine Frau, ein Mädchen und einen Androiden; „eine Gruppe symbolischer ‚Minderheiten‘“, wie Sartelle konstatiert. Der Film feiere zwar das Militär, stelle es aber auch als ineffektiv dar. Die amerikanische Vietnam-Erfahrung werde so „nach innen gewendet“ und dort „mit eher rauhen, gewalttätigen und ums Überleben kämpfenden Helden“ noch einmal durchgespielt.
Cameron drehte mit Aliens seine Version des Vietnamkriegs, wohl auch deshalb, weil von seinem Drehbuch zu Rambo 2 – Der Auftrag nur noch Fragmente übrig geblieben waren. Wie die US-Soldaten in Vietnam müssen sich am Ende auch die Marines in Aliens einem technisch unterlegenen, aber entschlosseneren und zahlenmäßig und organisatorisch überlegenen Gegner geschlagen geben, obwohl die Stimmung am Anfang der Mission ein Scheitern geradezu ausgeschlossen hat. „Die Parallelen zur Kampfsituation in Vietnam sind klar“, sagte Cameron, „volles Rohr und nichts im Kopf!“

### Director’s Cut
Als einer der ersten Filme überhaupt wurde Aliens 1991 als Director’s Cut auf Laserdisc und VHS wiederveröffentlicht. Der Director’s Cut enthält 16 Minuten zusätzliche Szenen. So erfährt der Zuschauer, dass Ripley eine Tochter hatte, die jedoch inzwischen verstorben ist. Außerdem wird in einer knapp sechsminütigen Sequenz das Leben der Siedler auf LV-426 gezeigt, und es ist zu sehen, wie die Kolonisten das Wrack des außerirdischen Schiffes finden und so die Aliens in die Station bringen. Eine erweiterte Version der Landungssequenz zeigt, wie Private Hudson Waffen und Ausrüstung der Marines verherrlicht; zudem gibt es zwei Sequenzen, in denen die Marines einen Angriff der Aliens durch den Einsatz von Sentry-Guns (Automatik-Kanonen) erfolgreich abwehren. In einer kurzen Szene erfahren die Zuschauer erstmals Ripleys Vornamen Ellen.

### Fortsetzungen
Ridley Scotts Film Alien – Das unheimliche Wesen aus einer fremden Welt zog innerhalb eines Zeitraums von knapp zwanzig Jahren drei Fortsetzungen nach sich. Nach Camerons Aliens – Die Rückkehr folgte im Jahr 1992 Alien 3 unter der Regie von David Fincher. Der vierte Teil, Alien – Die Wiedergeburt, entstand 1997 unter der Regie von Jean-Pierre Jeunet. Der indirekte fünfte Teil erschien im Jahr 2012 unter dem Namen Prometheus – Dunkle Zeichen; wieder unter der Regie von Scott; er führte auch Regie im sechsten Teil Alien: Covenant.
Ein 2004 unter der Regie von Paul W. S. Anderson entstandenes Crossover, Alien vs. Predator, verbindet die Filme der Alien-Reihe mit den 1987 und 1990 gedrehten Filmen Predator und Predator 2. Die Handlung des im Jahr 2004 angesiedelten Films bietet einige Anspielungen auf die Alien-Filme, so dass Alien vs. Predator zum einen die Fortsetzung der Predator-Filme ist und zum anderen eine Art Vorgeschichte zur Alien-Reihe darstellt. Gegen Ende des Jahres 2007 produzierten die Brüder Colin und Greg Strause Aliens vs. Predator 2 (auch: Aliens vs. Predator: Requiem), eine Fortsetzung des ersten Films mit beiden Filmkreaturen, jedoch mit unabhängiger Handlung und anderen Schauspielern.

## Rezeption

### Erfolg
Der Film feierte am 18. Juli 1986 in den Vereinigten Staaten Premiere. In Westdeutschland kam er am 13. November 1986 in die Kinos. Weltweit spielte er etwa 131 Millionen US-Dollar ein.

### Kritiken
Der Film erhielt überwiegend positive Kritiken. Rotten Tomatoes zählte 72 positive und zwei negative Rezensionen. Metacritic zählte 20 positive, zwei gemischte und keine negativen Veröffentlichungen. Auf der Seite der Internet Movie Database wurde bei 626.557 Nutzern die gewichtete Durchschnittsnote 8,3 von 10 ermittelt.

„Die Werbung verspricht, dass Aliens dem Zuschauer Angst macht, wie nur wenige Filme zuvor, und die Werbung sollte recht behalten.“

„Einer der wenigen Filme, deren Handlung absolut vorhersehbar ist, aber er ist so versiert gemacht und so wahnsinnig aufregend, dass es nicht ins Gewicht fällt.“

„Auf äußerste Spannung und fulminante Action-Szenen aufbauender Science-Fiction-Film; die ‚monströsen‘ Geschehnisse werden durch die intelligente Verknüpfung mit nachvollziehbaren Empfindungen erträglich.“

„[Cameron] hintergeht […] die genretypischen Klischees und Erzählmuster. Hinter dem vermeintlich trivialen Action-Entertainment seines Filmes verbirgt sich ein subtil-abgründiges Spiel mit den Erwartungen des Zuschauers. Gewohnte Kräfteverhältnisse verkehren sich in ihr Gegenteil, der Stand der Dinge wird in Frage gestellt, und daraus entsteht jene produktive Beunruhigung, die einen guten Horrorfilm stets auszeichnet.“

### Auszeichnungen
Bei der Oscarverleihung 1987 war Aliens in sieben Kategorien nominiert und gewann zwei Oscars in den Kategorien Bester Tonschnitt und Beste Visuelle Effekte. Erwähnenswert ist die genreunübliche Nominierung von Sigourney Weaver für die beste weibliche Hauptrolle. In dieser Kategorie wurde sie im selben Jahr auch für einen Golden Globe nominiert. Die weiteren Oscarnominierungen erfolgten in den Kategorien Bester Schnitt, Bestes Szenenbild, Beste Filmmusik und Beste Tonmischung.
Weiter gewann Aliens 1987 den BAFTA Award in der Kategorie Beste visuelle Effekte und war in den Kategorien Beste Maske, Bestes Szenenbild sowie Bester Ton nominiert. Zu den weiteren Auszeichnungen zählen der Hugo Award in der Kategorie Beste dramatische Präsentation und acht Saturn Awards des Jahres 1987.